# Harald (bildhuggare)
Harald var en bildhuggare i Västergötland, verksam vid mitten av 1100-talet. 
Harald har signerat ett antal gravvårdar, kännetecknade genom ett ornament av kvastformade palmetter mellan repstavar. Även andra ornament och figurer förekommer. Under Haralds inflytande stod en dopfuntsnidare, som utfört en stor grupp dopfuntar i Västergötland, Dalsland och Värmland, vilka upptagit kvastpalmettornamentet.